# Sac à vomi

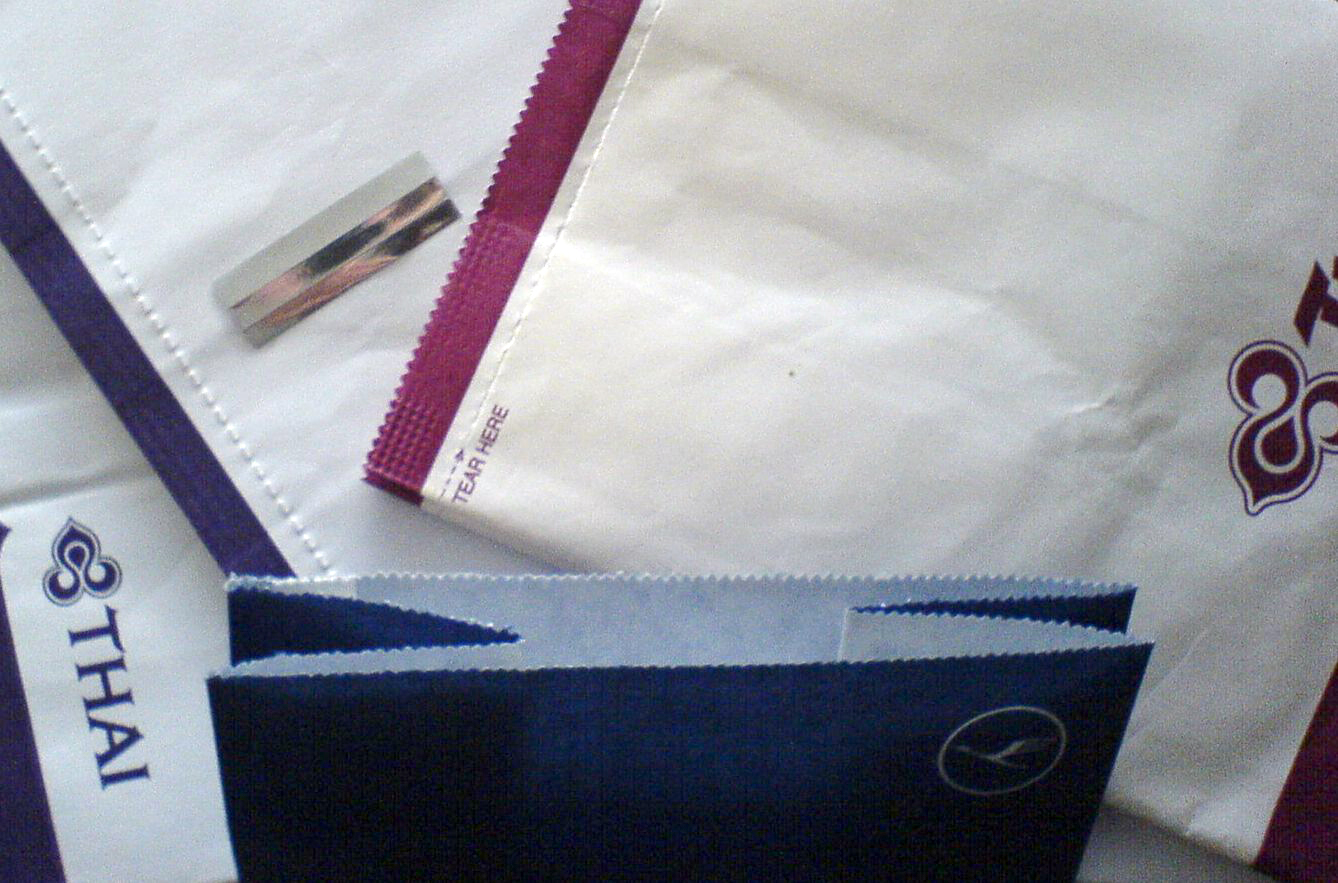
Échantillon de sacs provenant de Thai Airways et Lufthansa. Une languette métallique de fermeture est également visible.

Un sac à vomi, appelé aussi sac vomitoire, est un sac en papier pliable et imperméable qui est typiquement disposé dans les avions de ligne dans les pochettes sur le dossier des sièges. Il est destiné au passager qui, ayant le mal de l'air ou autre maux, doit vomir sans pouvoir accéder rapidement aux toilettes. Une languette permet de maintenir le sac fermé après usage.

## Histoire
Le sac à vomi est apparu avec les premiers vols commerciaux. Gilmore T. Schjeldahl est crédité de l'invention du sac plastifié spécialement conçu pour cet usage en 1949. Ces sacs ont été utilisés pour la première fois par la compagnie Northwest Orient Airlines,.

## Application et caractéristiques
Le sacs à vomi est l'un des accessoires présents sur chaque siège, le mal de l'air étant relativement commun. Les sacs portent souvent le logo de la compagnie et attirent certains collectionneurs. Ils sont parfois utilisés comme support de publicité ou de façon humoristique comme celui de la compagnie Hapag-Lloyd Express qui porte la mention merci pour votre avis.
Le sac à vomi est le plus souvent réalisé en papier et l'intérieur est plastifié afin de l'imperméabiliser. Il doit s'ouvrir facilement pour les urgences et se fermer pour être jeté sans débordement.

## Collection
La collection de sacs à vomi non utilisés est appelée émétoaérosagophilie. Le Néerlandais Niek Vermeulen est depuis 1986 dans le Livre Guinness des records pour avoir la plus grande collection au monde de sacs à vomi : 6 016 sacs venant de plus de 800 différentes compagnies d'aviation.